# ويليام مورغان (أكتواري)
ويليام مورغان (بالإنجليزية: William Morgan)‏ (و. 1750 – 1833 م) هو أكتواري، وطبيب، وفيزيائي من المملكة المتحدة لبريطانيا العظمى وأيرلندا، وويلز، ومملكة بريطانيا العظمى، وكان عضوًا في الجمعية الملكية، توفي عن عمر يناهز 83 عاماً.

## التعليم
تعلم في مستشفى غاي.

## جوائز
حصل على جوائز منها:
- وسام كوبلي (1789)[8]
- زميل في الجمعية الملكية.